# Depot Lake
Depot Lake är en sjö i Antarktis. Den ligger i Östantarktis. Australien gör anspråk på området. Depot Lake ligger 8 meter över havet.